# 1В19
Машина 1В19 — советская и российская машина командира дивизиона КСАУО 1В17 «Машина-Б». Создана на базе шасси изделия 49-09 (БТР-60ПБ).

## Описание конструкции
Машина 1В19 обеспечивает размещение подвижного командно-наблюдательного пункта командира и осуществляет управление реактивными системами залпового огня, огнём артиллерийских и миномётных дивизионов. Определяет точку нахождения командно-наблюдательного пункта, выполняет ориентирование приборов артиллерийской разведки, ведёт наблюдение за полем боя, а также выполняет артиллерийскую разведку вражеских целей и определяет их полярные координаты. Кроме того Машина 1В19 поддерживает связь с командованием поддерживаемых подразделений, машинами старших офицеров батарей и вышестоящим командованием.

### Экипаж
Экипаж 1В19 состоит из пяти человек:
1. Механик-водитель.
2. Командир дивизиона.
3. Командир отделения.
4. Радиотелефонист.
5. Разведчик-дальномерщик.

Кроме того в машине есть одно дополнительное место за местом командира дивизиона.

### Боевое отделение
Боевое отделение состоит из двух отсеков, носового и кормового. Отсеки разделяются башней.
В носовом отсеке находится место механика-водителя, расположенное слева по ходу машины. Справа от механика-водителя располагается место командира дивизиона на марше. Напротив механика-водителя находятся органы управления машиной, а также прибор наблюдения за местностью и дорогой.
По борту машины, слева и сзади от механика-водителя расположены следующие материальные средства:
1. Уровень.
2. Ловитель для гильз.
3. Комплект ЗИП.
4. Укладочный ящик к прибору ННП-21.
5. Укладка прибора ТВНО-2Б.
6. Ловитель для гильз.
7. Реле-регулятор.
8. Фильтр радиопомех.
9. Пульт контроля и управления.

Напротив места командира отделения находятся:
1. Смотровые приборы ТПКУ-2Б и Т4НП-Б для наблюдения за местностью.
2. Преобразователь.
3. Включатель массы.
4. Комплекты ЗИП для дневного визира, радиостанции Р-123М и для шасси 49-09.

Справа и сзади от места командира дивизиона находятся:
1. Бидоны с питьевой водой.
2. Сумка для гранат.
3. Ящик с сухим пайком.
4. Дополнительное сиденье.
5. Комплект ЗИП для дальномера 1Д11.
6. Футляр с перископом.
7. Две укладки антенн для радиостанции Р-123М.
8. Картодержатель.
9. Два телефонных аппарата.
10. Дальномер.
11. Перископическая артиллерийская буссоль.

В корме у правого борта машины находится место радиотелефониста. Слева от места телефониста расположено место командира отделения. В варианте машины 1В19-1 перед радиотелефонистам находятся три приёмопередатчика радиостанции Р-123М и блоки питания, устройство Р-012М и три согласующихся блока радиостанции Р-123М.
Слева и сзади от радиотелефониста у борта машины находятся:
1. Коммутатор.
2. Громкоговоритель.
3. Блок усиления.
4. Усилитель.
5. Пульт и блок проводной связи.

Перед рабочим местом командира отделения находится стол с уложенным в него планшетом для прибора ПУО-9У, карандашами и прибором управления огнём. Слева и сзади находится тренога дальномера 1Д11, тренога прибора ННП-21, а также тренога артиллерийской буссоли ПАБ-2АМ. Справа от места командира установлены кронштейны для автоматов, курсопрокладчик, а также находится двигатель и генератор.

### Башня
В башне 1В19 установлены:
1. Дневной визир.
2. Ночной прибор наблюдения.
3. Аппарат абонента.
4. Поворотный механизм.
5. Стол для работы с картой.

В центре башни установлены:
1. Рычаги управления защитными крышками приборов наблюдения,
2. Пульт включения приборов наблюдения.
3. Транспарант «ВЕШКА ВКЛЮЧЕНА».
4. Авиационные часы.

Для обеспечения прохода по боевому отделению, в сиденьях командира и разведчика-дальномерщика в башне предусмотрена возможность их регулировки и откидной механизм.

### Средства наблюдения и связи
Для обеспечения внешней и внутренней радиотелефонной связи в машине установлены:
1. Выносная радиостанция Р-159.
2. Устройство Р-012М.
3. Две радиостанции Р-123М.

Для внутренней связи в машину установлена коммутационная аппаратура 1Т308, к которой подключаются шлемофоны всех членов экипажа. Также имеется возможность работы по радиоканалам для радиотелефониста и командира отделения, для этого машина оснащена аппаратурой ПУ5, АА62, АА64
Для обеспечения дистанционного управления с выносного командно-наблюдательного пункта, переговоров членов экипажа, а также для дистанционного управления всех радиостанций, в машине используются согласовательные блоки, для Р-123М — блок БСР1, а для Р-130М — блок БСР9. Чтобы обеспечить автоматический индивидуальный вызов корреспондентов по всем радиостанциям в одной сети, имеется устройство Р-012М.

## Модификации
- 1В19 — машина командира дивизиона КСАУО 1В17.
- 1В19-1 — машина командира дивизиона КСАУО 1В17-1.

## Операторы
- СССР — 39 единиц 1В19 в зоне «до Урала», по состоянию на 1991 год[4], перешли к образовавшимся после распада государствам